# Andrzej Trzaska
Andrzej Trzaska (ur. 15 kwietnia 1935, zm. 13 września 2019) – polski malarz, rysownik i ceramik związany z Gdańskiem. Działacz opozycyjny w okresie stanu wojennego. Ojciec muzyka Mikołaja Trzaski.

## Życiorys
Studiował malarstwo na PWSSP we Wrocławiu, a następnie kontynuował edukację w Gdańsku. Był uczniem prof. Hanny Żuławskiej i pracował w jej pracowni w Kadynach.
W 1957 roku zadebiutował na wystawie „Kadyny” w warszawskiej Kordegardzie, wraz z innymi studentami prof. Żuławskiej.
W latach 60. współpracował z Cepelią oraz włocławską Spółdzielnią „Przyjaźń”, projektując m.in. patery, wazony i świeczniki.
Aktywnie działał w środowiskach opozycyjnych, m.in. w Komitecie Obrony Więzionych za Przekonania. Po ogłoszeniu stanu wojennego w grudniu 1981 roku został internowany i trafił do Ośrodka Odosobnienia w Strzebielinku, gdzie współtworzył struktury opozycji i dokumentował życie codzienne w rysunkach.
Zmarł 13 września 2019 roku.

## Twórczość
Tworzył zarówno ceramikę artystyczną, jak i rysunki oraz obrazy. Jego ceramika łączyła tradycyjne formy z nowoczesną, a nawet eksperymentalną stylistyką. Jego prace cechowały się miękkimi formami, często organicznymi, oraz intensywną kolorystyką szkliw. Współpracował z Cepelią i włocławską „Przyjaźnią”. 
Jedną z jego najbardziej znanych realizacji jest dekoracja ceramiczna wnętrza Domu Technika NOT w Gdańsku, przy ul. Rajskiej 6. Została wykonana z wielobarwnej ceramiki w technice wypału wysokotemperaturowego, typowej dla Trzaski i środowiska gdańskiego lat 60.–70..

## Internowanie i twórczość opozycyjna
W czasie internowania w Strzebielinku (1981–1982) stworzył cykl ponad 300 portretów współinternowanych, głównie ołówkiem i tuszem. Prace te zostały w 2009 roku przekazane do Europejskiego Centrum Solidarności.

## Życie prywatne
Jego synem jest Mikołaj Trzaska – muzyk jazzowy i kompozytor, współtwórca grupy Miłość, autor muzyki filmowej, m.in. do dzieł Wojciecha Smarzowskiego.

## Żeglarstwo
Andrzej Trzaska był aktywnym członkiem Akademickiego Klubu Morskiego (AKM) w Gdańsku. W 1967 roku uczestniczył w historycznej wyprawie jachtem „Swarożyc III” na Spitsbergen, która była pierwszym w historii światowego żeglarstwa rejsem jachtu żaglowego do tego archipelagu. Załogę stanowili m.in. kapitan Wacław Liskiewicz, Andrzej Janik, Tadeusz Stawski, Dobrosław Daraszkiewicz oraz Kazimierz Przecławski. Po zakończeniu wyprawy uczestnicy utrzymywali ze sobą kontakt, spotykając się corocznie w rocznicę wypłynięcia.